# Karlie Kloss
Karlie Elizabeth Kloss (Chicago, 3 agosto 1992) è una supermodella e blogger statunitense, classificata tra le 30 migliori modelle degli anni 2000 dalla rivista Vogue Paris. Dal 2014 è una delle modelle più pagate al mondo. È anche una donna d'affari e presiede la società Bradford Media. Con questa società ha acquisito nel 2020 la rivista iD e nel 2024 la rivista Life Magazine.

## Biografia
Nasce il 3 agosto 1992 a Chicago, in Illinois. Due anni più tardi si trasferisce con la famiglia a St. Louis, nel Missouri. Ha tre sorelle, Kristine, e due gemelle Kimberly e Kariann. Nel 2002 inizia gli studi alla "Caston's Ballet Academie", ma qualche anno più tardi, a causa della sua altezza, decide di lasciare il mondo della danza per iniziare a sfilare. Viene scoperta durante un evento di beneficenza.
Dal 2015 frequenta la "Gallatin School of Individualized Study" della New York University.

### Carriera
Nel 2007 firma un contratto con la Elite Model Management per poi passare nel 2008 all'agenzia NEXT Model Management; tale evento è una delle cause scatenanti la controversia tra le due celebri agenzie di moda.

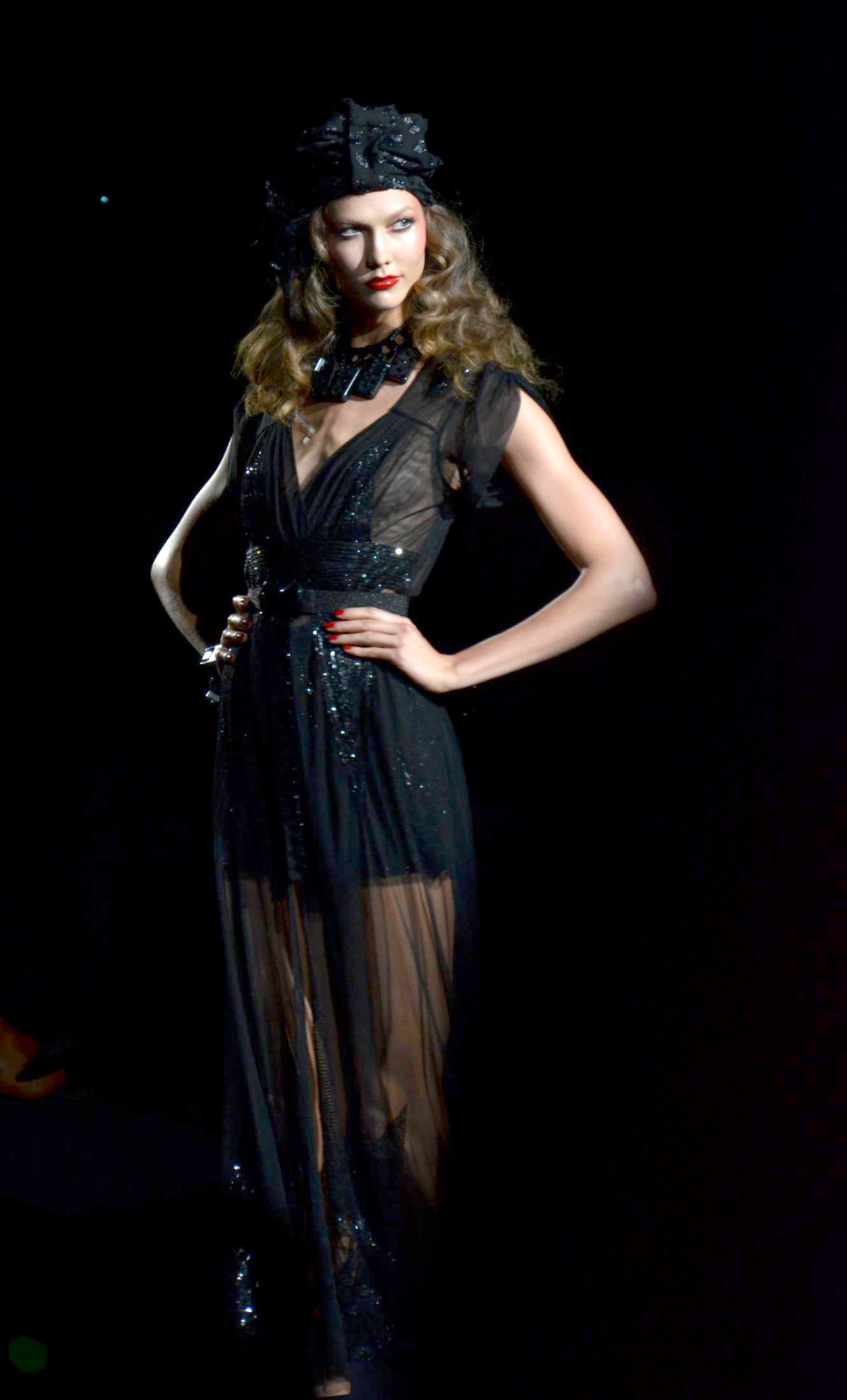
Karlie Kloss nel 2011.

Nel 2007 compare in quattro editoriali della rivista Teen Vogue. Debutta sulle passerelle di New York sfilando per Calvin Klein; in seguito sfilerà a Milano per Gucci. Ad ottobre appare in un editoriale della rivista tedesca Glamour. Nello stesso mese sfila a Parigi per Alexander McQueen, Chloé, Valentino e Viktor & Rolf.
Nel 2008 viene fotografata da Mario Sorrenti per Nina Ricci. Diventa il volto delle campagne pubblicitarie di See by Chloé e Pringle of Scotland. A febbraio apre gli show autunnali di Carolina Herrera, Doo.Ri, Rebecca Taylor, Marni, Pringle of Scotland a New York e Milano; chiude le sfilate di Jill Stuart, Marc Jacobs, Matthew Williamson, Alberta Ferretti e Just Cavalli. Compare negli editoriali di Vogue Italia, Numèro, MUSE, W. Ottiene le copertine di RUSSH e della edizione coreana di W.
Nel 2009 appare negli editoriali di i-D e Vogue (Italia e Gran Bretagna). A gennaio sfila per le collezioni primaverili di Givenchy, Jean Paul Gaultier e Valentino. Insieme alle colleghe Caroline Trentini e Mariacarla Boscono diventa il nuovo volto delle campagne pubblicitarie Dolce & Gabbana. A febbraio compare negli editoriali di Vogue (US e Gran Bretagna). Nel mese di settembre partecipa alla Settimana della moda di New York sfilando per le collezioni primavera/estate di Arise: African Fashion Collective, Oscar de la Renta e Michael Kors; inoltre apre gli show di Willow, Isaac Mizrahi, Marc Jacobs, Ohne Titel e chiude quelli di Philip Lim, Jason Wu, Thakoon. È stata testimonial delle fragranze Lola di Marc Jacobs dal 2009 al 2011 e Dior Addict to Life nel 2011.
Nel 2011 viene scelta, insieme a Caroline Trentini, per essere il volto della campagna Bally autunno/inverno 2011/2012, mentre l'anno successivo è la nuova testimonial della campagna stampa di Stefanel per la collezione autunno/inverno 2012/2013. È una delle modelle preferite da Chanel.

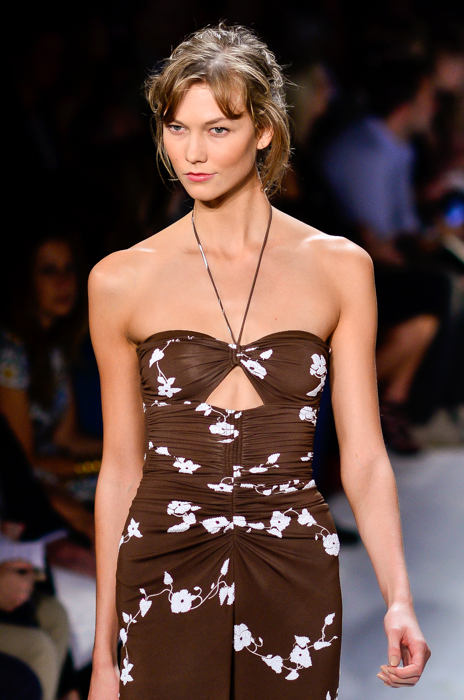
Michael Kors ad una sfilata primavera-estate nel 2014

Nel 2011 sfila per la prima volta per la casa di moda di intimo Victoria's Secret; sfilerà nuovamente nel 2014 e nel 2017. Nel 2012 partecipa allo show indossando un maestoso copricapo di piume bianche, rosse e nere che toccava fino a terra, tipico dei nativi americani. Sull'immagine della modella si è abbattuta una pioggia di critiche poiché è stata giudicata irrispettosa della storia e delle tradizioni dai nativi americani. L'anno successivo diventa una "Victoria's Secret Angel". Nel febbraio 2015 viene annunciato che lascerà il marchio di lingerie, dopo soli 2 anni e alla fine del suo contratto, a causa dei troppi impegni, tra cui quello di frequentare l'università. Secondo altri il mancato rinnovo del contratto è dovuto a problemi di remunerazione.
Nel 2013 è stata il volto di Donna Karan, Lacoste, della campagna di Lanvin, e della Mercedes Benz Concept Style Coupe 2013 inoltre è una della protagoniste del Calendario Pirelli. Nel mese di aprile è protagonista della campagna Chic on the Bridge di Louis Vuitton ideata per celebrare la nuova collezione di borse Alma, insieme a Daria Strokous, Jac Jagaciak e Iris Strubbeger. Inoltre posò per la copertina di luglio 2013 del Cr Fashion Book, il quale includeva delle scene erotiche con Emily Ratajkowski ed alcuni modelli fotografati da Bruce Weber.
Viene scelta da Lancaster Paris per rappresentare la collezione di borse della Primavera 2014. Nel mese di agosto viene scelta da Chanel come testimonial del profumo Chanel Coco Noir, e il mese successivo diventa volto di L'Oreal. Nel marzo 2015 appare sulla copertina di Vogue USA accanto all'amica e cantante Taylor Swift e partecipa alla settimana della moda di New York, Londra, Milano e Parigi, dove sfila per molte case di moda, tra cui Jason Wu, Carolina Herrera, Fendi, Versace, Dolce&Gabbana, Balmain e molti altri. Nello stesso periodo appare nel videoclip della canzone I'll be there di Nile Rodgers, l'unico componente rimasto in vita della band originaria, riesuma vecchie tracce degli Chic mai pubblicate. Nel mese di maggio fa parte del cast del videoclip di Bad Blood della cantante Taylor Swift.
Nel 2015 è protagonista della campagna autunno/inverno di Versace, accanto alle modelle Caroline Trentini e Lexi Boling. Nel mese di luglio apre un suo canale su YouTube chiamato Klossy, per raccontare i dettagli e i dietro le quinte della sua vita. Viene scelta, insieme al modello Sean O'Pry, come testimonial del Huawei Watch, e viene nominata dalla rivista Forbes l'ottava modella più pagata, con un guadagno di 5 milioni di dollari, ex aequo con le modelle Candice Swanepoel, Alessandra Ambrosio e Lara Stone. Nel mese di ottobre appare sulla cover di Vogue Cina.
Nel 2016 è protagonista della campagna Metallics di Mango e, insieme alla collega Jourdan Dunn, della campagna Viceversa by Liu Jo. Nel mese di febbraio appare nel film Zoolander 2 accanto a Owen Wilson e Ben Stiller, quest'ultimo anche regista della pellicola. Nel mese di aprile viene inserita dalla rivista Time al nono posto tra i 100 Most Influential People del pianeta, nella categoria icona, mentre nel mese successivo viene scelta come nuovo volto del brand Swarovski, in sostituzione della modella Miranda Kerr. Inoltre viene nominata la terza modella più pagata, con un guadagno di 10 milioni di dollari, ex aequo con la modella Kendall Jenner.

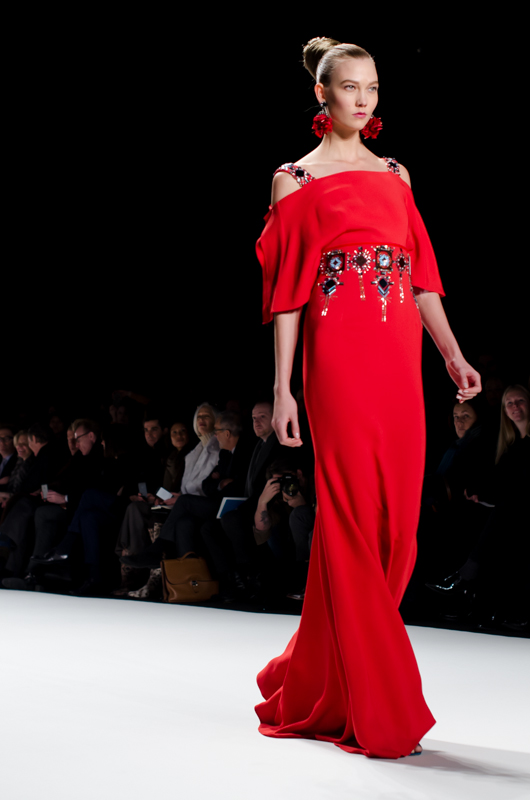
Karlie Kloss durante la sfilata autunno/inverno 2014 di Carolina Herrera, nel febbraio 2014.

Nel 2017, oltre a continuare il suo lavoro come testimonial di Swarovski, collabora come stilista con il brand americano Express, realizzando la Karlie Kloss x Express Collection, che include 17 pezzi tra abiti, giacche, top, gonne e pantaloni. Nell'inverno dello stesso anno condurrà un talk show tutto suo dal titolo Movie Night with Karlie Kloss in onda sul canale Freeform. Nel mese di novembre viene inserita dalla rivista Forbes in due classifiche, in quella dei 30 under 30 del 2018, ovvero una classifica di 600 ragazzi, divisi in 30 categorie, fra i 20 e i 30 anni più influenti del mondo. La seconda è quella delle modelle più pagate dell'anno, venendo inserita al settimo posto con un guadagno di 9 milioni di dollari.
Nell'aprile del 2018 viene scelta come ambasciatrice del marchio di cosmesi Estée Lauder. Sempre nel 2018 diventa la conduttrice della diciassettesima stagione di Project Runway, prendendo il posto di Heidi Klum. Inoltre, secondo Forbes, sale al secondo posto fra le modelle più pagate dell'anno, con un guadagno di 13 milioni di dollari.

## Altre attività
Kloss è anche una programmatrice di computer, avendo studiato Ruby on Rails e altre tecnologie di sviluppo web alla Flatiron School nel 2014.Nell'aprile 2015, ha collaborato con Flatiron School e Code.org per offrire una borsa di studio annuale chiamata Kode with Klossy per giovani ragazze interessate all'informatica e all'ingegneria del software. Nel 2015, ha anche lanciato Kode with Klossy, un campo estivo di programmazione di due settimane per ragazze di età compresa tra 13 e 18 anni che insegnava le basi di numerosi linguaggi di programmazione come Ruby, JavaScript e Swift. Nel 2018, il campo si è espanso fino a includere "50 campi di programmazione in 25 città degli Stati Uniti, insegnando a programmare a 1.000 ragazze". Alla fine del programma, i partecipanti avevano creato app mobili o siti Web perfettamente funzionanti.
Kloss ha collaborato con Momofuku Milk Bar per creare "Karlie's Kookies", una ricetta speciale venduta al DKNY Soho durante la Fashion's Night Out a New York City, i cui proventi sono andati a beneficio dei bambini affamati in tutto il mondo attraverso i progetti FEED, dove sono stati donati 10 pasti per ogni lattina di biscotti venduta.  Ha anche guidato un gruppo di investitori di alto profilo nerll'acquisto della rivista di moda W nel 2020. Nel novembre 2023, Kloss ha acquisito la rivista di moda britannica iD da Vice Media Group e ne è diventata amministratore delegato. Ha anche investito nella società probiotica Seed. Nel 2020, Kloss è stata nominata amministratore fiduciario del Barnard College per un mandato di quattro anni. Nel marzo 2024, lei, accompagnata dal marito Joshua, ha avviato il rilancio della rivista Life per la stampa e la distribuzione digitale attraverso Bedford Media, in collaborazione con Dotdash Meredith.

## Vita privata
Dal 2012 ha una relazione con l'imprenditore Joshua Kushner, con cui si è sposata il 18 ottobre 2018 a New York dopo essersi convertita all'ebraismo, la religione di Kushner. Grazie al matrimonio, è imparentata con il fratello di Kushner, Jared e sua moglie Ivanka Trump, figlia di Donald Trump. Ha dichiarato di trovare "frustrante [...] che i riflettori siano sempre spostati dalla [sua] carriera alla [sua] relazione".
L'11 marzo 2021 è nato il loro primo figlio, Levi Joseph Kushner, e l'11 luglio 2023 il secondogenito Elijah Jude Kushner.
Ha sostenuto Hillary Clinton nelle elezioni presidenziali degli Stati Uniti del 2016. Nelle elezioni presidenziali del 2020 ha sostenuto Joe Biden.

### Impegno sociale
Nell'agosto del 2015 ha esaudito il desiderio di due ragazzine affette da malattie gravi su cui ha voluto mantenere il riserbo, segnalate dall'associazione "Make a Wish", organizzando con il fotografo Russell James e la stilista Rachel Wirkus una sessione fotografica per loro. Nel 2016 partecipa alla seconda edizione del Supermodel Charity Flea Market, dove la modella ha donato diversi abiti da mettere all'asta e i proventi raccolti sono andati alla Toni Garrn Foundation per aiutare le donne dello Zimbabwe.

## Agenzie
- NEXT Model Management - Parigi, Londra, New York, Milano
- 2pm Model Management - Danimarca

## Filmografia

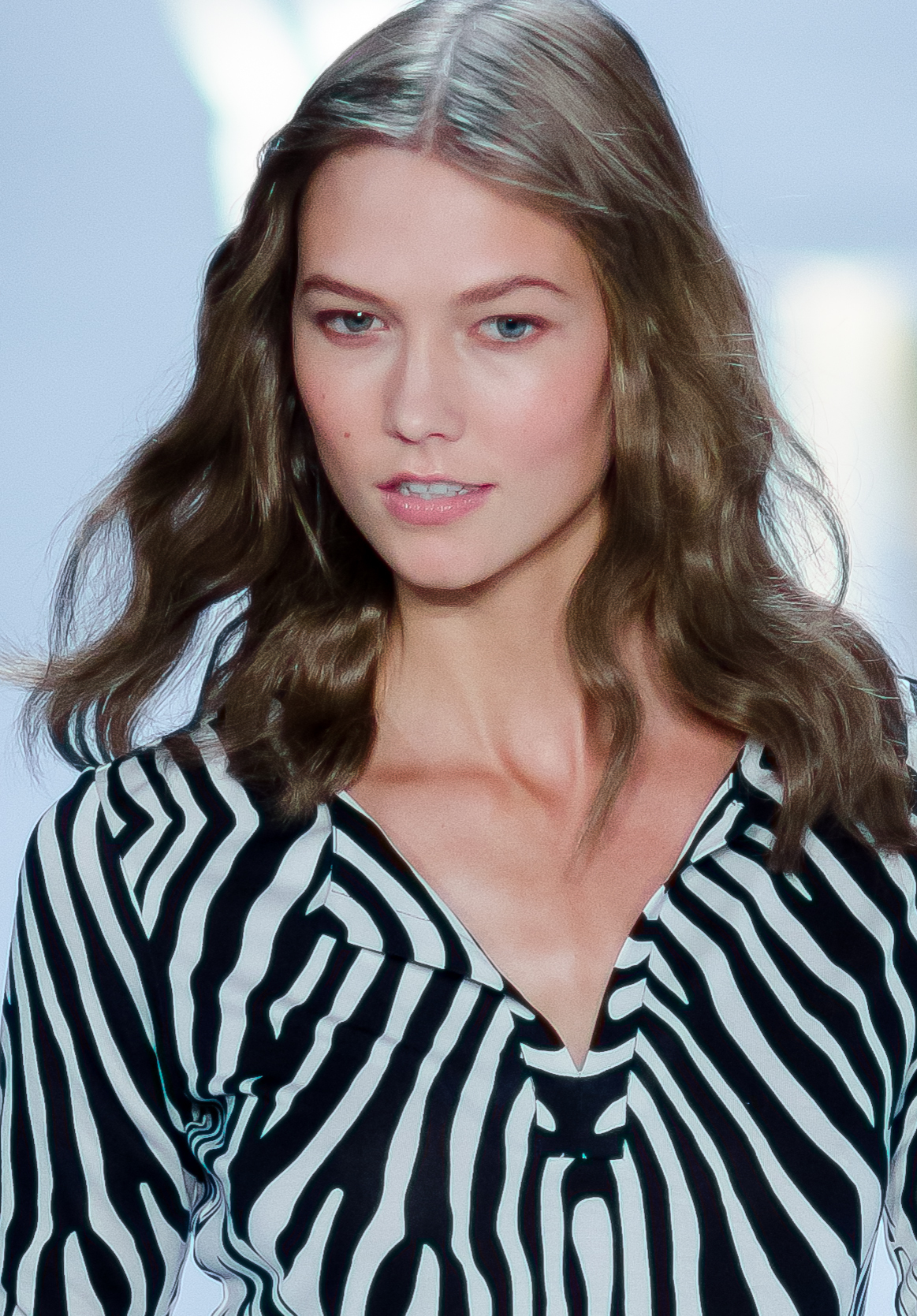
Karlie Kloss nel 2014

### Attrice

#### Cinema
- Zoolander 2, regia di Ben Stiller (2016)

#### Televisione
- Gossip Girl – serie TV, episodio 4x01 (2010)
- Bill Nye saves the world – serie TV, episodio 1x01 (2017)

#### Video musicali
- I'll be there, di Nile Rodgers (2015)
- Bad Blood, di Taylor Swift (2015)

### Programmi televisivi
- Movie Night with Karlie Kloss (2017)
- Project Runway (2018)

## Campagne pubblicitarie
- Adidas by Stella McCartney A/I (2016) P/E (2017)
- Alexander McQueen A/I (2009)
- Americana Manhasset P/E (2012) A/I (2012)
- Animale P/E (2014)
- Aquascutum P/E (2010) A/I(2010/2011)
- Bally A/I (2011/2012)
- Bulgari Omnia Jade (2008-2009)
- Barney's P/E (2011 e 2016)
- Carolina Herrera A/I (2016)
- Carolina Herrera Bad Boy Fragrance (2019)
- Carolina Herrera Good Girl Fragrance (2016-2020)
- Carolina Herrera Holiday (2018)
- Chaos (2016)
- Chloe A/I (2009)
- Coach A/I (2013) P/E (2014)
- Chanel Coco Noir (2014-presente)
- Cole Haan A/I (2017)
- Diane von Fürstenberg A/I (2015)
- DVF (2016)
- Dior Addict to Life Fragrance (2011)
- Dior Beauty (2011-2012)
- Dior P/E (2010-2011) A/I (2010/2011)
- Dolce&Gabbana P/E (2009)
- Donna Karan A/I (2010 e 2014) P/E (2010 e 2012)
- Donna Karan Resort (2012-2013)
- Eryn Brinie A/I (2008)
- Elie Saab P/E (2012) A/I(2012)
- Estée Lauder (2018-presente)
- Express A/I (2008;2016;2018) P/E (2017;2019)
- Express Jeans (2015)
- Frame Denim (2013-2015)
- Giada A/I (2010)
- Gap A/I (2008) P/E (2009)
- Hermès P/E (2010)
- Huawei Watches (2015)
- Iro A/I (2013)
- ICB P/E (2011)
- Jean-Paul Gaultier A/I (2012-2013) P/E (2014)
- Juicy Couture P/E (2012)
- Jason Wu P/E (2015)
- Joe Fresh (2015-2016)
- Juicy Couture La La Fragrance (2012)
- Kate Spade P/E (2015) A/I (2015)
- Kurt Geiger P/E (2016)
- Lacoste A/I (2009) P/E (2013)
- Lancaster Paris P/E (2014) A/I (2014)
- Lanvin P/E (2013)
- Liu Jo P/E (2015-2016) A/I (2016)
- Liu Jo Denim A/I (2016)
- L'Oréal (2014-presente)
- Lord & Taylor A/I (2008)
- Louis Vuitton Chic on the Bridge (2013)
- Louis Vuitton Horizon Soft (2019)
- Mango P/E (2016)
- Marc Jacobs P/E (2015)
- Marc Jacobs Lola Fragrance (2009-2011)
- Marc Fisher A/I (2015)
- Marella A/I (2015) P/E (2016)
- Mercedes-Benz (2013)
- Neiman Marcus P/E (2013) A/I (2014)
- Moda Operandi La Vie en Rose (2013)
- Matthew Williamson for Lindex A/I (2013)
- Obzee P/E (2012)
- Oscar de la Renta P/E (2010-2012) A/I (2010/2011)
- Printemps Christmas (2014)
- Pringle A/I (2009)
- Sonia Rykiel for H&M P/E (2010)
- Sportmax A/I (2009)
- Stefanel A/I (2012)
- Swarovski (2016-2018)
- Tamara Mellon P/E (2014)
- Topshop P/E (2016)
- Uniqlo Heattech (2009-2011)
- Versace A/I (2015-2016)
- Versus P/E (2012)
- Victoria's Secret (2011-2015)
- Victoria's Secret Angels (2013-2015)
- Warby Parker (2014)
- YSL Beauty (2010)